# Pseudonautia remota
Pseudonautia remota är en insektsart som beskrevs av Marius Descamps 1983. Pseudonautia remota ingår i släktet Pseudonautia och familjen Romaleidae. Inga underarter finns listade i Catalogue of Life.